# هابي ميل

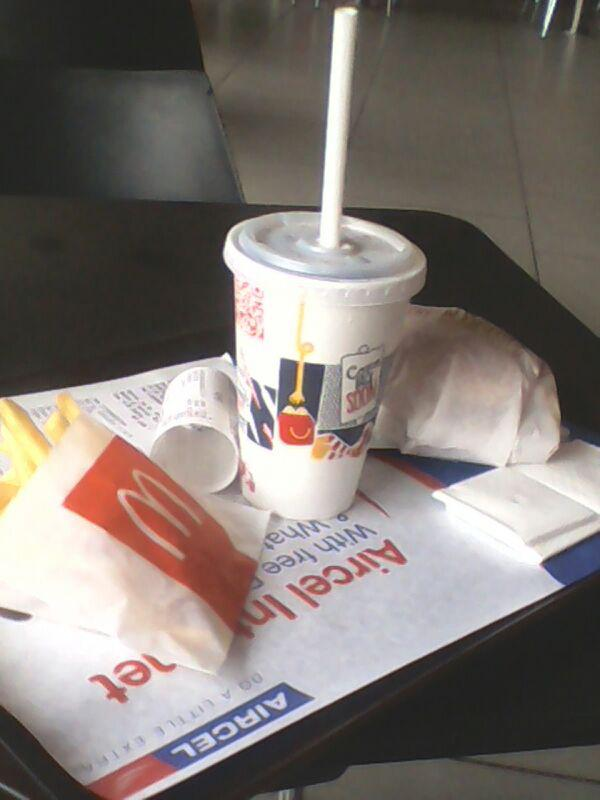

«هابي ميل» هي الوجبة التي تُقدَّم للأطفال وتُباع عادةً ضمن سلسلة مطاعم «ماكدونالدز»، المطاعم الأمريكية للوجبات السريعة، منذ شهر حزيران لعام 1979. تتضمن الوجبة لعبة صغيرة بجانب الطعام، موضوعتان في صندوق من الكرتون أحمر اللون مطبوع عليه سمايلي الأصفر المبتسم وشعار المطعم. كثيراً ما يكون الغلاف واللعبة جزءاً من مُلحق تسويقي مسلسل تلفزيوني أو فيلم أو لعبة.

## الوصف
تتكون وجبة «هابي ميل» من عنصر رئيسي («هامبرغر»، «تشيز برغر» أو تقديم حصة صغيرة من أصابع الدجاج)، بالإضافة إلى عناصر ثانوية (بطاطا مقلية، شرائح التفاح، زبادي قليل الدسم مصنوع خصيصاً للأطفال أو سلطة)، والشراب (حليب، عصير، أو مشروب غازي). يختلف اختيار العناصر المقدّمة من بلد إلى بلد وأحياناً تعتمد على حجم المطعم.
في بعض البلدان، توّسعت الخيارات لتشمل عناصر منها «شطيرة» الجُبن المشوي (المعروف بِـ «فراي كيد»)، أو المزيد من الخيارات الصحية منها شرائح التفاح، وجبة خفيفة صغيرة، السلطات أو معكرونة، كواحد أو أكثر من الخيارات.

## التاريخ
منتصف السبعينات، بدأت «يولاندا فرنانديز دي كوفينو» العمل مع زوجها في تشغيل مطاعم «ماكدونالدز» في «غواتيمالا». صنعت قائمة أطلقت عليها اسم قائمة «رونالد»، والتي تضمنت «برغر»، بطاطس ومثلجات صغيرة لمساعدة الأمهات على إطعام أطفالهن بشكل أكثر فعالية أثناء تواجدهم في مطاعم «ماكدونالدز». وهذا ما أدّى إلى لفت إنتباه إدارة مطاعم «ماكدونالدز» في «شيكاغو». منحت الشركة تطوير المنتج إلى «روبرت بيرنستاين»، الذي جاء بعد ذلك بفكرة «هابي ميل» الوجبة السعيدة.
في عام 1977، تباحث العملاء المالكين مع «بيرنستاين» لإيجاد طرق لخلق خبرة طعام أفضل للعائلات مع أطفالهم. توصّل «بيرنستاين» إذا كان باستطاعة طفل الحصول على وجبة مغلّفة خاصة بهم عوضاً عن مشاركتهم وجبات والديهم، سيكون الجميع سعداء. غالباً ما كان ينتبه لإبنه الصغير على مائدة الإفطار، وهو يُمعِن النظر على محتويات الصندوق ويفكّر، «لماذا لا نفعل هذا» لماكدونالدز«؟ الوجبة المغلّفة هي المفتاح!»
ثم طلب من فريقه الابتكاري أن يصمم نماذج لبعض الصناديق من الورق المقوّى مشابهة لأقراص الغذاء مع مقابض الأقواس الذهبية «لماكدونالدز».
```
قاموا بإحضار رسامي أطفال مشهورين وعرضوا عليهم تصاميم الصناديق البيضاء؛ لتعبئتها بأفكارهم الملّونة من الفن، النّكات، الألعاب، الشرائط المصورة، القصص والخيال وكل ما هو ممكن أن يكون مُحبب للأطفال، على الأقل ثمانية عناصر لكل صندوق. بداخل الصندوق سوف يكون «برجر»، بطاطس مقلية صغيرة، علبة 
بسكويت
 وهدية مفاجئة، سيصاحب هذه العناصر مشروب صغير، أطلق عليها «بيرنستاين» اسم «هابي ميل» وتم تقديمها بنجاح، من خلال الإعلانات التلفزيونية والإذاعية والملصقات في سوق مدينة «
كانساس
» في تشرين الأول عام 1977. تبع ذلك الأسواق الأخرى وثم انطلق وطنياً في 1979.
```

تسلّم «بيرنستاين» علامة تجارية 1136758# (تسلسل 73148046#) لفكرته في عام 1977 والتي عيّنها لعميله الثمين، شركة «ماكدونالدز» في 10 حزيران عام 1980.
في عام 1987 خلال الاجتماع التسويقي السنوي «لماكدونالدز»، كان معترف به وبإنجازه، مع نسخة برونزية طبق الأصل بالحجم الكامل لصندوق «هابي ميل» مع النقش التالي:
الذكرى العاشرة ل «ماكدونالدز» «هابي ميل» 1977-1987
إلى «روبرت بيرنستاين»، اعلانات «بيرنستاين - رين»
شكراً لك على تقديم وجبة «هابي ميل»، فكرة جريئة، إلى نظام «ماكدونالدز».
لقد جعلت بصيرتك وقناعتك من «ماكدونالدز»، مكاناً ممتعاً للأطفال خلال السنوات العشر الماضية!
شركة «ماكدونالدز»
ايلول 1987
غالباً ما، تُستخدم «هابي ميل» للترويج لفيلم عائلي، أول ترويج من هذا النوع كان وجبة «ستار تريك»، الذي روّج ل «ستار تريك» وهي صورة الحركة في كانون أول عام 1979. تضمّن التغليف المستخدم لوجبة «ستار تريك» العديد من الصور والالعاب المتعلقة بالفيلم، بالإضافة إلى التكيّف مع الشرائط المصورة للفيلم، كان على المستهلكين شراء الكثير من الوجبات من أجل استكمال المجموعة.
في عام 1982: استدعت «ماكدونالدز» العاب «هابي ميل» لأنها من الممكن أن تشكّل خطورة على الأطفال دون سن الثالثة. في عام 1992، استردت «ماكدونالدز» مجموعة الالعاب من «هابي ميل» عودة باتمان (فيلم)، بعد شكوى من أولياء الأمور أن الفيلم لم يكن ملائم للأطفال.
في تموز عام 2011، أعلنت «ماكدونالدز» عن خطط لجعل وجبة «هابي ميل» أكثر صحية، تتضمن إضافة تفاح. ستتضمن الوجبات المُعاد تصميمها على قسم أصغر (1.1 اونصة) من البطاطس المقلية، مع التفاح.
```
في 4 شباط، عام 2013، أعلنت «ماكدونالدز» أن 
بلوق (سمك)
 المقلي، نفس السمك المستخدم في 
فيليه
 الذي ستتم إضافته، والذي سوف يستمر لشهر اذار، مستهدف إلى أن يتصادف مع 
الصوم الكبير
.
[
9
]
```

في عام 2014، أدخلت «ماكدونالدز» تميمة إلى وجبة «هابي ميل» في الولايات المتحدة باسم السعادة، والتي نشأت في فرنسا مبكراً عام 2009. كانت ردود الفعل ممزوجة مع النقد بأن تصميم جالبة الحظ كان مرعب للغاية.

## لعبة «هابي ميل»
الوجبة السعيدة لم توفّر الالعاب الصغيرة للأطفال، عندما أُطلقت «هابي ميل» عام 1979، كانت الالعاب «ماكدودل مرسام»، محفظة نقود «ماكورست»، سوار، لغز القفل، القرص الدوّار أو ممحاة على شكل "M".
في كندا، الترويج السابق ل «هابي ميل» كان يدعى (هدية الأسبوع)، بحيث كان يتوفر لعبة مختلفة مجانية حسب الطلب في كل أسبوع. استمر الترويج بعد أن أُطلقت «هابي ميل» عام 1979.
في حين أن العاب «هابي ميل» أصبحت أكثر تفصيلاً في السنوات الحديثة، حيث أنها في البداية كانت عناصر زهيدة الثمن صحن طائرأو كرة، بعدها استبدلت تدريجياً بالعاب فائقة التطور أكثر فأكثر، والكثير منها لها علاقة بمسلسل تلفزيوني، فيلم، أو ألعاب فيديو.

## قانون المنع
في 2 تشرين الثاني، عام 2010، أصدر مجلس الموظفين المشرفين في «سان فرانسيسكو»، قانون يتطلب أن تكون وجبات الأطفال التي تُباع في المطاعم ملائمة لمعايير غذائية معينة قبل أن تُباع مع الالعاب، لتخفيض آثار سمنة عند الأطفال.
ويحث القانون جزئياً على زيادة السمنة لدى الأطفال في الولايات المتحدة، بحيث يسمح بالألعاب ضمن وجبة الأطفال التي تحتوي على أقل من 600 سعرة حرارية وأقل من 640 ملليغرام من صوديوم، وتحتوي على خضار وفاكهة، وتحتوي ايضاً على المشروبات الخالية من دهن أو السكرالمُفرِطَين. رَفَضَ المجلس حَق النقد للعمدة «غافن نيوسوم» في 23 تشرين الثاني عام 2010 لإقرار القانون، تمت السخرية من القانون في البرنامج اليومي للأخبار الساخرة، وتلاعبت «ماكدونالدز» بفرض 10 سنت على اقتضاء أجر الالعاب.
ثم رُفعت دعوى قضائية جماعية، هدفها حظر ألعاب وجبة «هابي ميل» في «كاليفورنيا» عام 2010، وتم رفضُها في نيسان عام 2012.
في «تشيلي»، وجبة «هابي ميل» مع وجبات الأطفال الأخرى ضمن سلسلة الوجبات السريعة، لن تتضمن ألعاباً مجانية، استجابة لقانون منع الالعاب التي تشكّل خطورة للحد من السمنة.